# 994 Оттгілд
994 Оттгілд (994 Otthild) — астероїд головного поясу, відкритий 18 березня 1923 року.
Тіссеранів параметр щодо Юпітера — 3,392.